# Augusto Tamburini
Augusto Tamburini (ur. 1848 w Ankonie, zm. 1919 w Riccione) – włoski lekarz psychiatra. Kierował zakładem psychiatrycznym San Lazzaro w Reggio nell’Emilia. Był zwolennikiem niestosowania przymusu fizycznego wobec chorych psychicznie ("no-restraint"). Przewodniczący Società Freniatrica Italiana.